# بوسه (فیلم ۲۰۱۳)
بوسه (انگلیسی: Kiss) فیلمی در ژانر کمدی رمانتیک است که در سال ۲۰۱۳ منتشر شد.